# Tribuna (ziar din Sibiu)
Tribuna este un ziar politic fondat la Sibiu în 14/26 aprilie 1884 de către Ioan Slavici. A avut un important rol în viața politică și culturală a Transilvaniei și a militat pentru unitatea politică a românilor prin cultură. A combătut exagerările latiniste și a promovat realismul popular, publicând numeroase texte folclorice și literatură inspirată din viața maselor țărănești. Timp îndelungat a fost cel mai citit ziar din Ardeal. Deși a suferit numeroase perioade de întrerupere, cotidianul continuă să fie tipărit și în prezent.

## Istoric
Cotidianul își încetează apariția la Sibiu la 29 aprilie 1903, iar în ianuarie 1904 ziarul Tribuna Poporului din Arad începe să apară sub denumirea Tribuna, continuând să apară sub această denumire până la sfârșitul lui februarie 1912. Iar în ultimul număr al ziarului apărut la Arad, se anunță încetarea apariției ziarului și fuziunea acestuia cu ziarul Românul:
„Cu numărul de astăzi, după cum se poate ceti și în actele publicate pe paginile următoare, ziarul nostru încetează să mai apară independent, el fuzionează cu organul autorizat al partidului nostru național. Aducând la cunoștința cetitorilor noștri această știre, le mulțumim din inimă pentru puternicul sprijin ce ni-l'au dat vreme de șasesprezece ani de zile, așa cum am fost noi: adeseori „răsvrăfîți”, dar totdeauna ostași fără de prihană ai steagului nostru național. Cetitorii noștri nu ne vor uita.”
În redacția ziarului a lucrat în tinerețe și George Coșbuc. Printre colaboratori s-au numărat Gheorghe Bogdan-Duică, Ion Pop-Reteganul, Octavian Goga, Ion Agârbiceanu, Ion Popovici-Bănățeanu etc. Din colectivul redacției au făcut parte și Ioan Bechnitz, Aurel Brote, Eugen Brote, Ioan Dușoiu, Diamandi Manole, Simeon Mărginean, Ioan Neagoe, George B. Popp, Ioan de Preda, Ionel Cheregi (pseudonim, Doina Sălăjan).
În paginile Tribunei, numit în acea vreme „centru de lucrare literară”, au fost publicate culegeri din folclorul transilvănean, lucrări ale unor autori români cunoscuți, traduceri și contribuții literare din partea cititorilor.

## Tribunaazi

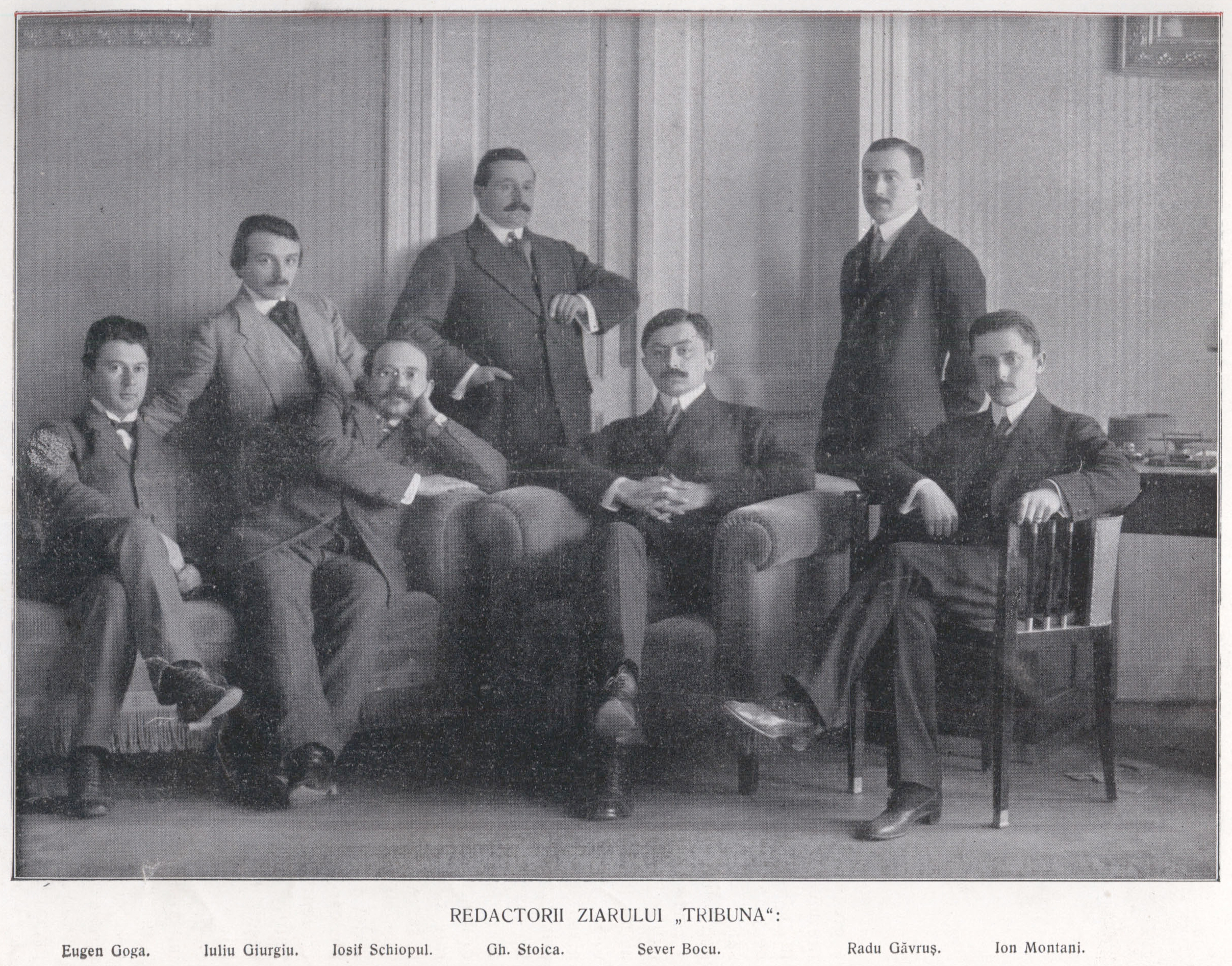
Redactorii Tribunei - imagine publicată în iunie 1912 în revista Luceafărul

În 18 februarie 1968, ziariști consacrați ai vremii și tineri condeieri au înființat Tribuna Sibiului, care a atins în 1968-1989 cele mai ridicate cote de tiraj. În paginile Tribunei s-au născut ideea lansării Clubului de Jazz la Sibiu, cea a organizării unui Salon internațional de artă fotografică. Tribuna oferă astăzi, în 24 de pagini, de luni până sâmbătă, informații diverse din municipiul și județul Sibiu, din România și de peste granițe.